# Леопардовый лысун
Леопардовый лысун, или мраморный лысун, или мраморный бычок-бубырь (лат. Pomatoschistus marmoratus) — вид морских лучепёрых рыб семейства бычковых.

## Описание
Тело удлиненное, невысокое, несколько уплощенное с боков, покрыто некрупной ктеноидной чешуей. Спина перед первым спинным плавником голая (иногда бывает 1—2 ряда чешуек), задняя часть груди покрыта чешуей. Рот маленький, конечный, скошенный. Поперечных рядов чешуй вдоль сторон тела 35—48 (обычно 40—46). Задний край воротничка брюшной присоски с ворсинками. Общий фон окраски тела песчаный, несколько сероватый, с темным сетчатым рисунком и мелкими пятнами. В центре боков немногочисленные небольшие темные пятна. У взрослых самцов поперек боков есть четыре тёмные полоски, тёмная грудь и двойное чёрное пятно на задней части первого спинного плавника, у самок на подбородке заметно чёрное пятно.
Наибольшая длина тела 8 см, обычно 3—5 см, масса 2,0—2,5 г. Продолжительность жизни 2 года.

## Ареал
Распространение вида: Восточная Атлантика от Бискайского залива до Пиренейского полуострова, Средиземное, Чёрное, Азовское моря.
Обитает вдоль всех черноморских берегов, в лиманах и прибережных солёных и солоноватых озёрах, отмечен в устье Южного Буга, а также вдоль почти всех берегов Азовского моря, в частности известен из Молочного лимана и Сиваша.

## Биология
Встречается в морских и солоноватых водах. Морская донная жилая рыба прибрежной зоны, которая способна выдерживать широкий диапазон солености воды. Живёт в заливах, бухтах, соленых приморских озёрах, в лиманах, иногда заходит в устья рек. Держится на участках с песчаным, ракушечным или песчано-каменистым грунтом от прибойной зоны до глубины 10 м и более. При охлаждении воды осенью и зимой откочевывает от берегов на глубины до 20 м, в отдельных местах до 30—40 м. Половой зрелости достигает в возрасте одного года при длине тела более 2,5 см. Размножение с марта до сентября. Нерест порционный, происходит при температуре воды 10—21 °C (наиболее интенсивно в мае — июне при 15—16 °C) и проходит на участках прибрежья на глубинах 20—40 см и более, обычно среди и под створками моллюсков или в норках под камнями, где самец строит и активно охраняет гнездо. При температуре воды 20—25 °C личинки выклевываются из икры через 10—12 суток после её оплодотворения и ведут пелагический образ жизни, постепенно опускаясь на дно. Питается зоопланктоном, червями, личинками насекомых и мелкими ракообразными.